# Mașina eternității
Mașina eternității (1957) (titlu original They'd Rather Be Right, apărut și cu titlul The Forever Machine) este un roman science fiction al cuplului de autori Mark Clifton și Frank Riley. Romanul a apărut inițial în 1954, sub forma unui serial în patru părți, în revista Astounding Science Fiction.
În 1955, cartea a primit premiul Hugo pentru cel mai bun roman.

## Intriga
Doi profesori creează o mașină, Bossy, care poate optimiza mintea umană, oferind tinerețea veșnică, cu condiția ca subiectul să fie dispus să renunțe la ideile sale preconcepute. Opinia publică este înfuriată auzind de o asemenea mașinărie, iar cei doi profesori sunt nevoiți să se ascundă.
Ei sunt ajutați de un tânăr cu capacități psionice, Joe, care citește gândurile oamenilor și le alterează percepția asupra realității, modelând-o în conformitate cu dorințele sale. Prima persoană întinerită este sexagenara Mabel, iar eliberarea ei de idei preconcepute o aduce la vârsta de douăzeci de ani și îi conferă capacități psionice. Ea și Joe se îndrăgostesc și, având susținerea marelui magnat Kennedy, reușesc să întoarcă opinia publică în favoarea lui Bossy.
Al doilea experiment, desfășurat în urma unei masive campanii publicitare, este un eșec. Se dovedește că, obligați să accepte falsitatea ideilor lor pentru ca tratamentul lui Bossy să aibă efect, majoritatea oamenilor preferă să considere că ei au dreptate. Din acest motiv, majoritatea celor care aparțin elitelor nu pot beneficia de tratament, deoarece au ajuns în pozițiile lor construindu-și un sistem rigid de gândire.
Kennedy este presat din toate părțile să predea mașina. Pentagonul, rușii, organizațiile teroriste, dictatorii, publicul larg, toți consideră că sunt îndreptățiți să o posede și să o folosească împotriva celorlalți. Magnatul alege soluția producerii în masă a lui Bossy, oferind fiecăruia șanse egale de a beneficia de nemurirea oferită de mașină, cu condiția ca aceștia să renunțe la modul lor de gândire.

## Ediții românești
Cartea a apărut în limba română la editura Cristian în anul 1993, fiind reeditată în 1994.

## Critici
Deși a câștigat premiul Hugo, romanul nu a fost ferit de critici. În 2008, Sam Jordison l-a descris ca fiind "înspăimântător, cel mai prost câștigător (al premiului Hugo) din toate timpurile", precum și ca "un exemplu concret în materie de scris de 'așa nu'", spunând că obținerea de către el a "votului public (...) ridică serioase întrebări legate de valoarea unei francize universale". În mod similar, Lawrence Watt-Evans a declarat că Mașina eternității este "(cartea) citată de obicei" ca fiind "cea mai proastă carte care a câștigat vreodată (premiul Hugo)", iar Rick Cook a răspuns întrebării dacă "este bună cartea" cu "Nu", explicându-i originile ca "unul dintre acele seriale scrise la comandă pentru vechiul Astounding. Uneori chestia asta merge, alteori nu. Acum nu a mers."
David Langford a ridicat problema teoriei conspirației, atribuind victoria Mașinii eternității scientologiei și considerând că Mark Clifton a fost mai popular pentru povestirile sale.
Floyd C. Gale, care a scris o recenzie în Galaxy, a amendat romanul, spunând că "deși este o lucrare acceptabilă, punctele slabe le depășesc pe cele bune."

## Vezi și
- 1957 în științifico-fantastic

Format:Frank Riley